# Gräf & Stift SR
Der Gräf & Stift SR 2 ist ein Pkw der Oberklasse, den die Automobilfirma Gräf & Stift 1921 herausbrachte. Der Wagen war zunächst eine Kopie eines zeitgenössischen Rolls-Royce, den der österreichische Generalstab während des Ersten Weltkrieges benutzte. Nach Intervention von Rolls-Royce wurde die Konstruktion mehrfach abgeändert, bis sich ausreichende Unterschiede ergaben.
Der Wagen hatte einen seitengesteuerten 6-Zylinder-Motor vorne eingebaut, der über ein 4-Gang-Getriebe die Hinterräder antrieb. Der Reihenmotor entwickelte 75 PS (55 kW) bei einer Drehzahl von 1800/min.
1924 erschien eine überarbeitete Version, der Gräf & Stift SR 3. Sein gleich großer Motor leistete 90 PS (66 kW) bei 2000/min.
1926 ging man beim Gräf & Stift SR 4 zum obengesteuerten Motor über. Bei gleicher Motorgröße entwickelte das neue Modell 110 PS (81 kW) bei 2400/min und beschleunigte den 2 t schweren Wagen auf bis zu 110 km/h.
1928 wurde die Baureihe nach ca. 200 Exemplaren eingestellt.

## Technische Daten
| Typ                   | SR 2                | SR 3                | SR 4                |
| Bauzeitraum           | 1921–1924           | 1924–1926           | 1926–1928           |
| Motor                 | 6 Zyl. Reihe 4 Takt | 6 Zyl. Reihe 4 Takt | 6 Zyl. Reihe 4 Takt |
| Ventile               | stehend (sv)        | stehend (sv)        | hängend (ohv)       |
| Bohrung × Hub         | 115 mm × 125 mm     | 115 mm × 125 mm     | 115 mm × 125 mm     |
| Hubraum               | 7749 cm³            | 7749 cm³            | 7749 cm³            |
| Leistung (PS)         | 75                  | 90                  | 110                 |
| Leistung (kW)         | 55                  | 66                  | 81                  |
| Verbrauch             | 22 l/100 km         |                     |                     |
| Höchstgeschwindigkeit | 110 km/h            |                     | 110 km/h            |
| Leergewicht           | 1900 kg             |                     | 2000 kg             |
| Radstand              | 3680 mm             |                     | 3800 mm             |

## Quelle
- Werner Oswald: Deutsche Autos 1920–1945. 10. Auflage. Motorbuch Verlag, Stuttgart 1996, ISBN 3-87943-519-7.